# Mary Martha Sherwood
Mary Martha Sherwood, nascida Mary Martha Butt (Stanford-on-Teme, 6 de maio de 1775 – Twickenham, 22 de setembro de 1851) foi uma prolífera e influente escritora de literatura infantil britânica no século XIX. Escreveu mais de 400 livros, tracts, artigos em revistas e chapbooks. De entre os seus mais conhecidos trabalhos, destacam-se The History of Little Henry and his Bearer (1814), The History of Henry Milner (1822–37) e The History of the Fairchild Family (1818–47). Sherwood é conhecida pelo forte evangelicalismo que introduziu os seus primeiros trabalhos, ao passo que as suas últimas obras são caracterizadas por temas vitorianos, tal como os trabalhos domésticos femininos.
A infância de Sherwood foi rotineira, calma, embora ela a recordasse como os anos mais felizes da sua vida. Depois de ter casado com o capitão Henry Sherwood e de ter ido viver para a Índia, converteu-se à Igreja Evangélica e começou a escrever para as crianças. Apesar de os seus livros terem sido, inicialmente, para as crianças que estavam nos  campos militares na Índia, o público britânico também os recebeu com entusiasmo. O casal Sherwood regressou a Inglaterra depois de uma década na Índia, e, aproveitando-se da sua popularidade, Sherwood abriu uma escola e publicou dezenas de textos e livros para crianças e pobres.
Muitos dos livros de Sherwood foram comercialmente bem-sucedidos e ela tem sido apontada como "um dos mais significativos autores de literatura infantil do século XIX". As suas imagens do trabalho doméstico e das relações britânicas com a Índia, foram influentes na construção das opiniões de muitos jovens leitores britânicos. Contudo, os seus trabalhos começaram a perder a sua visibilidade a favor de um novo estilo de literatura no final do século XIX, sendo um dos exemplos Alice no País das Maravilhas de Lewis Carroll, uma história caracterizada pelo nonsense e divertimento.

## Obras de escritora
Lista parcial dos livros de Mary Martha Sherwood: 
- The History of Little Henry and his Bearer (1814)
- The History of Susan Gray (1815)
- Stories Explanatory of the Church Catechism (1817)
- The History of the Fairchild Family (1818)
- The Indian Pilgrim (1818)
- An Introduction to Geography (1818)
- The Governess, or The Little Female Academy (1820)
- The History of George Desmond (1821)
- The Infant's Progress (1821, 2.ª edição)
- The History of Henry Milner (1822)
- The History of Little Lucy and her Dhaye (1823)
- The Lady of the Manor (1823–29)
- The Monk of Cimies (1834)
- Caroline Mordaunt, or The Governess (1835)
- Shanty the Blacksmith (1835)
- The Last Days of Boosy, the Bearer of Little Henry (1842)
- The Youth's Magazine (1822–48)
- The Works of Mrs. Sherwood by Harper & Bros. (1834–57)